# Steenhuis Solwerd
Het steenhuis in Solwerd was een steenhuis in de provincie Groningen.
Over het steenhuis is weinig bekend. Het wordt alleen genoemd in 1530: in dat jaar werd het namelijk afgebroken op last van het Gelders bestuur te Groningen, dat de stenen gebruikte voor de versterking van de vesting Delfzijl. Het huis was immers dermate vervallen dat het gevaar opleverde. De laatste eigenaar was Eppe Baukens.
De familie Tho Solwerd in Appingedam ontleende zijn naam aan het steenhuis. Op de plek van het steenhuis verrees een boerderij, waarvan de eigenaar nog in de negentiende eeuw het zuidelijker gelegen Opwierdermeer bezat, vermoedelijk een restant van heerlijke rechten uit de middeleeuwen.